# Звартеватерланд
Звартеватерланд (нидерл.  Zwartewaterland) — община в провинции Оверэйссел (Нидерланды).

## Состав
Община состоит из следующих деревень (в скобках указано население на 2019 год):
- Генемёйден (10 265)
- Хасселт (7 210)
- Мастенбрук (185)
- Звартслёйс (4 855)

## География
Территория общины занимает 87,86 км². На 1 августа 2020 года в общине проживало 22 755 человек.